# Don’t Tell Me
A Don’t Tell Me az első kislemez Avril Lavigne második, Under My Skin című albumáról. A dalt nem jelölték egy díjra sem, de a hozzá készített videót jelölték a 2004-es MTV Video Music Awards-ra. A dalt Avril Lavigne és Evan Taubenfeld írta és rendezte.

## A kislemez dalai
1. Don’t Tell Me
2. Don’t Tell Me (akusztikus)
3. Take Me Away
4. Don’t Tell Me (Video)

## Ranglista
Az Under My Skin című album „Don’t Tell Me” számával Avril ismét visszakerült a ranglistákra. A dal viszonylag jól szerepelt: 22. helyezést ért el az Egyesült Államokban, 10. helyezett lett Ausztráliában és 5. helyen végzett az Egyesült Királyságban.
| Ranglista                     | Helyezés |
| ----------------------------- | -------- |
| American Top 40               | 10       |
| United World Chart            | 2        |
| Los 40 Principales Spain      | 6        |
| Euro 200                      | 8        |
| U.S. Billboard Hot 100        | 22       |
| U.S. ARC Chart (Radio) Top 40 | 6        |
| Argentina Top 40 Singles      | 1        |
| Australian ARIA Singles Chart | 10       |
| Brazilian Hot 100 Singles     | 1        |
| UK Singles Chart              | 5        |
| Italy Top 40                  | 3        |
| Swedish Charts                | 30       |